# Singularity Summit

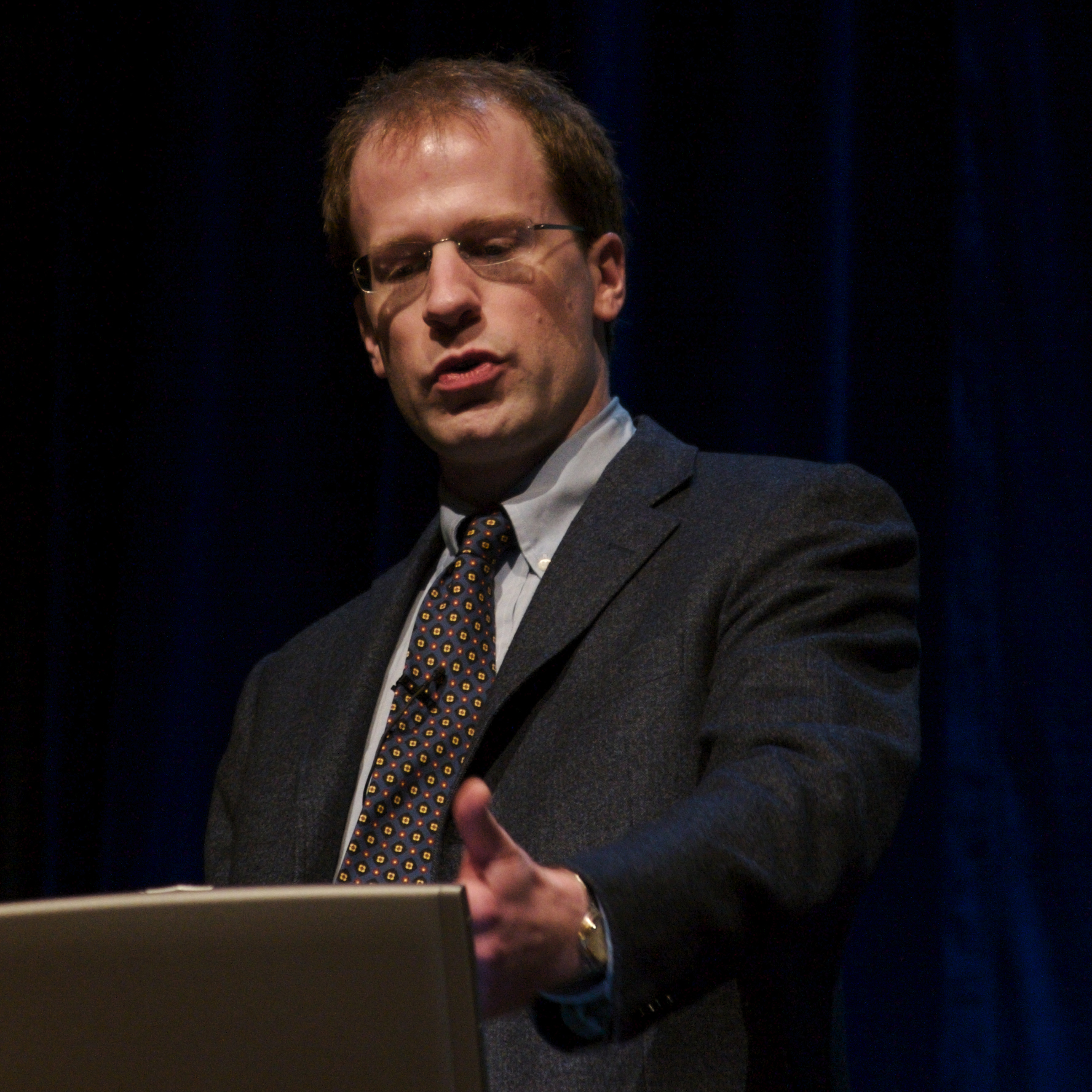
Nick Bostrom przemawiający na konferencji Singularity Summit w 2006.

Singularity Summit – doroczna konferencja zorganizowana w 2006 przez Singularity Institute for Artificial Intelligence (Instytut Osobliwości na rzecz Sztucznej Inteligencji), w 2012 przejęta przez Singularity University. Celem spotkania jest „poprawa postrzegania przyszłości i wzrost społecznej świadomości na temat rozwijających się radykalnych technologii i przekształceń z nich wynikających jako części większego procesu” („to improve people’s thinking about the future and increasing public awareness of radical technologies under development today and of the transformative implications of such technologies understood as part of a larger process.”).
Pierwsza konferencja miała miejsce 13 maja 2006 na Stanford University, a jej inicjatorami byli Ray Kurzweil, Eliezer Yudkowsky, i założyciel PayPal Peter Thiel.
Kolejne konferencje odbyły się w 2007 (San Francisco, 1000 uczestników), 2008 (San Jose (Kalifornia)), 2009 (Nowy Jork, 900 uczestników), i 2010 (San Francisco). Mówcami byli m.in. Nick Bostrom, Peter Norvig, David Chalmers, CEO i założyciel Wolfram Research Stephen Wolfram, Peter Diamandis, Cory Doctorow, Marshall Brain, CTO firmy Intel Justin Rattner, Ed Boyden, biogerontolog Aubrey de Grey, Philip Tetlock, Ben Goertzel, James Randi.
Na konferencji 15–16 października 2011 w Nowym Jorku wśród potwierdzonych mówców znaleźli się m.in.: futurolog Ray Kurzweil, neurolog Christof Koch, założyciel PayPal Peter Thiel, kosmolog MIT Max Tegmark, badacz sztucznej inteligencji Eliezer Yudkowsky, twórca Skype Jaan Tallinn, zwycięzca turnieju telewizyjnego Jeopardy! Ken Jennings, ekonomista Tyler Cowen, prezenter telewizyjny i model Jason Silva, profesorowie robotyki James McLurnkin i Robin Murphy.
Ostatnia konferencja odbyła się 13–14 października 2012 w San Francisco i zgromadziła ponad 800 uczestników.